# مسامية التربة

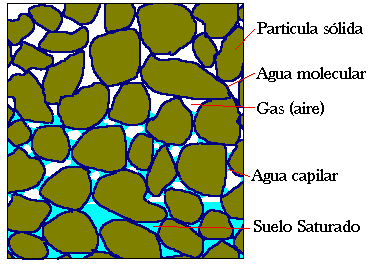
حالات الماء في التربة.

مسامية التربة مصطلح يعبر عن الفراغات الموجودة بين حبيبات التربة الصلبة سواءً كانت عضوية أو معدنية أو تجمعات تلك الحبيبات. تلعب المسامية دوراً كبيراً في تحديد نفاذية التربة (معدل تسرب الماء أو الهواء خلال التربة في وحدة الزمن). في الظروف الطبيعية تملأ المسام بالهواء والماء والجذور.
تقسم مسام التربة إلى:
- مسام دقيقة: وتسمى الفراغات الشعرية
- مسام كبيرة: وتسمى أيضاً بالفراغات الهوائية

## المسامية في الترب المختلفة
الرمل ذو مسام كبيرة ومستمرة وأقل في مجموعها. الطين ذو مسامات صغيرة ومتقطعة وأكثر في مجموعها. حركة الماء تكون أسرع في الترب الرملية وذات التجمعات الكبيرة نسبياً.

## المسامية وحركة الماء
تؤثر طبيعة المسام وحجمها في حركة الماء وقدرة التربة على الاحتفاظ به. تمتلئ المسام الصغيرة بالماء عند ابتلال التربة مما يحد من انتشار الهواء بين تلك المسامات. تكون حركة الماء بواسطة الجاذبية في المسام ذات الأقطار بين 0.03-0.06 مم. الشعيرات الجذرية ذات أقطار تتراوح ما بين 0.0008-0.012 مم.
في التربة حيث أغلب المسامات أقل من 0.03 مم، قوى التماسك تحتفظ بالماء في المسامات الصغيرة، لذا فإن المسامات الصغيرة تكون أكثر أهمية لنمو النبات وليس المسامات الكبيرة.
القوام الطميي هو الأفضل من حيث حركة الماء وحجز الكميات الكافية منه والتهوية المناسبة. بنية التربة قد تقوم بالدور ذاته للقوام الطميي.